# Россия, вперёд!
«Россия, вперёд!» — статья третьего Президента Российской Федерации Дмитрия Анатольевича Медведева, опубликованная 10 сентября 2009 года в интернет-издании Газета.Ru. Президент изложил своё представление о будущем развитии России и сформулировал задачи, которые предстоит решить. По словам Д. А. Медведева, статью следует рассматривать как тезисы будущего послания Федеральному Собранию. Статья вызвала широкий общественный резонанс.

## Содержание
Д. А. Медведев, отмечая, что «у нас есть шанс построить новую, свободную, процветающую, сильную Россию», назвал пять главных направлений модернизации страны:

Во-первых, мы станем одной из лидирующих стран по эффективности производства, транспортировки и использования энергии. Разработаем и выведем на внутренние и внешние рынки новые виды топлива. Во-вторых, сохраним и поднимем на новый качественный уровень ядерные технологии. В-третьих, российские специалисты будут совершенствовать информационные технологии, добьются серьёзного влияния на процессы развития глобальных общедоступных информационных сетей, используя суперкомпьютеры и другую необходимую материальную базу. В-четвёртых, мы будем располагать собственной наземной и космической инфраструктурой передачи всех видов информации; наши спутники будут «видеть» весь мир, помогать нашим гражданам и людям всех стран общаться, путешествовать, заниматься научными исследованиями, сельскохозяйственным и промышленным производством. В-пятых, Россия займёт передовые позиции в производстве отдельных видов медицинского оборудования, сверхсовременных средств диагностики, медикаментов для лечения вирусных, сердечно-сосудистых, онкологических и неврологических заболеваний.

Президент подчеркнул важность развития политической системы:

Политическая система России также будет предельно открытой, гибкой и внутренне сложной. Она будет адекватна динамичной, подвижной, прозрачной и многомерной социальной структуре. Отвечать политической культуре свободных, обеспеченных, критически мыслящих, уверенных в себе людей. <…>
Не всех устраивают темпы нашего движения в этом направлении. Говорят о необходимости форсированного изменения политической системы. А иногда и том, чтобы вернуться в «демократические» девяностые. Но возврат к парализованному государству недопустим.
Поэтому хочу огорчить сторонников перманентной революции. Спешить мы не будем. Спешка и необдуманность в деле политических реформ не раз в нашей истории приводили к трагическим последствиям. Ставили Россию на грань распада. Мы не вправе рисковать общественной стабильностью и ставить под угрозу безопасность наших граждан ради каких-то абстрактных теорий. Не вправе приносить стабильную жизнь в жертву даже самым высоким целям. <…>
Российская демократия не будет механически копировать зарубежные образцы. Гражданское общество не купить за иностранные гранты. Политическую культуру не переделать простым подражанием политическим обычаям передовых обществ. Эффективную судебную систему нельзя импортировать. Свободу невозможно выписать из книжки, даже если это очень умная книжка.

В заключительных словах Медведев предупредил о существовании сил, которые будут стремиться помешать развитию:

Нашей работе будут пытаться мешать. Влиятельные группы продажных чиновников и ничего не предпринимающих «предпринимателей». Они хорошо устроились. У них «всё есть». Их всё устраивает. Они собираются до скончания века выжимать доходы из остатков советской промышленности и разбазаривать природные богатства, принадлежащие всем нам. Они не создают ничего нового, не хотят развития и боятся его. Но будущее принадлежит не им. Оно принадлежит нам. Таких, как мы, абсолютное большинство. Мы будем действовать. Терпеливо, прагматично, последовательно, взвешенно. Действовать прямо сейчас. Действовать завтра и послезавтра. Мы преодолеем кризис, отсталость, коррупцию. Создадим новую Россию. Россия, вперёд!

## Оценки
По мнению секретаря президиума генсовета партии «Единая Россия» Вячеслава Володина, статья Д. А. Медведева — «образец политического послания к обществу». Володин отметил: «Когда главным являются не макроэкономические цифры, не абстрактный рыночный показатель, а уровень жизни людей. Это качественное изменение в отношениях между государством и гражданином».
Мэр Москвы Юрий Лужков назвал статью «серьёзным и мощным обращением ко всему обществу». Губернатор Ульяновской области Сергей Морозов заявил: «В своей статье Медведев дал честную и откровенную оценку нынешнему состоянию страны, назвал социальные недуги, мешающие более решительному развитию России, чётко обозначил стратегические направления модернизации экономики. Поставленные цели сложны, но, что очень важно, действительно реалистичны».
Директор Института политики и государственного права Виталий Иванов считает, что статья является «достаточно жёсткой и ясной отповедью пропагандистам разнообразных оттепелей, перезаключений общественного договора, заключения новых „пактов Монклоа“ и тому подобной ерунды», «сегодня заявив, что никаких революций не надо, никаких радикальных реформ не надо, и Россия будет развивать то, что у неё есть, и развивать постепенно, Медведев от так называемой „либеральной тусовки“ жёстко отмежевался».
С критическими заявлениями выступили представители оппозиции. Председатель ЦК КПРФ Геннадий Зюганов скептически оценил статью, отметив: «Каким образом справиться с поставленными задачами, опираясь на „Единую Россию“, являющуюся продолжением администрации президента и правительства, а не самостоятельной политической силой. Она неспособна генерировать идеи, давать трезвые оценки, вести диалог с обществом и оппозицией, корректировать свою политику». Со стороны КПРФ Зюганов предложил «национализацию минерально-сырьевой базы, стратегических отраслей, введение прогрессивной шкалы подоходного налога и государственную монополию на спиртосодержащую продукцию». Гарри Каспаров выразил мнение, что «демократическое и процветающее государство можно построить только без Путина и Медведева». Как сказал правозащитник Лев Пономарёв, «это некий либерализм под защитой охранки… Либерализм, потому что это вроде как манифест либерала, с одной стороны. А с другой стороны, там есть фразы, которые выдают истинный смысл — этот либерализм будет действовать под контролем спецслужб». Оппозиционер Владимир Милов написал комментарий к статье Медведева под названием «Стоп, Россия!».